# Lucas Pointud

a Compétitions nationales et continentales officielles uniquement.

b Matchs officiels uniquement.
Dernière mise à jour le 29 mars 2021.
Lucas Pointud, né le 18 janvier 1988 à Chambéry, est un joueur international français de rugby à XV évoluant au poste de pilier.
Entre 2009 et 2014, il joue pour cinq clubs différents de Fédérale 1 et de Pro D2 avant de rejoindre l'Aviron bayonnais et le Top 14. Après la relégation du club, il s'engage avec le CA Brive et est sélectionné avec le XV de France.
Champion de France en 2019 avec le Stade toulousain, il joue à Section paloise depuis 2019 mais est prêté depuis début 2021 au Castres olympique par son club béarnais.

## Carrière

### Début de carrière et six clubs en six saisons (2009-2015)
Formé dans plusieurs clubs : SO Chambéry, FC Grenoble, centre de formation de l'ASM Clermont et US bressane, Lucas Pointud commence sa carrière professionnelle à l'AS Béziers en 2009, en fédérale 1. Il rejoint la saison suivante le RC Narbonne qui évolue en Pro D2, mais ne dispute que quatre rencontres pour une titularisation, ce qui le pousse à retourner la saison suivante en fédérale 1 où il jouera deux saisons avec le CA Saint-Étienne et l'Avenir castanéen. Il est alors recruté par le club de Tarbes et retrouve ainsi les terrains de la Pro D2 qu'il foulera à 27 reprises sous le maillot tarbais et sous les ordres de Pierre-Henry Broncan. Il quitte le club la saison suivante et rejoint l'Aviron bayonnais avec qui il découvre le Top 14. Mais à l'issue de la saison 2014-2015, le club ciel et blanc est relégué en en Pro D2, laissant Lucas Pointud libre de son contrat.

### Affirmation en Top 14 et débuts internationaux
Il décide alors de poursuivre sa carrière en Top 14 en s'engageant pour une durée de deux saisons avec le CA Brive. En juin 2015, il participe à la tournée des Barbarians français en Argentine sous les ordres de Philippe Rougé-Thomas et de Fabrice Landreau. Les français remportent le premier match (28-22), durant lequel Lucas Pointud est titulaire,, et s'inclinent lors du second (31-9).
Ses performances en club lui permettent d'intégrer le XV de France à l'occasion de la tournée de juin 2016 en Argentine. Il connait sa première sélection le 19 juin 2016 face aux Pumas, il rentre à 71e minute de jeu à la place de Jefferson Poirot. Battue lors de son premier match (19-30) mais victorieuse lors du second (27-0), la France remporte la tournée en scores cumulés.
En novembre 2016, il est de nouveau sélectionné avec les Barbarians français pour affronter les Wallabies XV, équipe réserve d'Australie, au Stade Chaban-Delmas de Bordeaux. Les Baa-Baas parviennent à s'imposer 19 à 11 grâce à un essai de Raphaël Lakafia à la 77e minute. Le 9 décembre, lors d'un match contre Toulouse, il se blesse à une épaule, mettant un terme à sa saison,. Le 4 janvier 2017, le Stade toulousain annonce le recrutement de Lucas Pointud à partir de la saison suivante.
Il est de nouveau sélectionné en équipe de France pour jouer le 14 novembre 2017 contre les All Blacks au Groupama Stadium. Ce match qui se déroule sans les principaux joueurs de l'équipe de France ne compte pas comme une sélection officielle.
En mai 2019, il s'engage pour deux saisons avec la Section paloise. Après avoir joué 6 matches avec le club, il se blesse à une épaule, puis, dans la foulée, à un canal carpien. Il passe alors une année sans jouer. En février 2021, il est prêté au Castres olympique par le club béarnais. Lors de son deuxième match avec les tarnais, le 27 mars 2021, il se blesse de nouveau (fracture de la cheville) et doit se faire opérer.

## Palmarès

### Stade toulousain
- Vainqueur du Championnat de France en 2019